# 38269 Гемар
38269 Гемар (38269 Gueymard) — астероїд головного поясу, відкритий 10 вересня 1999 року.
Тіссеранів параметр щодо Юпітера — 3,232.